# Lampakuk
Lampakuk is een bestuurslaag in het regentschap Aceh Besar van de provincie Atjeh, Indonesië. Lampakuk telt 677 inwoners (volkstelling 2010).